# Wolfgang Konrad (Musiker)
Wolfgang Konrad (* 30. März 1941 in Glücksburg bei Flensburg) ist ein ehemaliger Violinist, zuletzt bei den Bamberger Symphonikern (bis 1974). Als Initiator des iTVone-Projektes, Erfinder und Privatforscher verfolgt er die konsequente Auseinandersetzung mit Bewegtbild, Ton und der speziellen Umsetzung von einer inhaltlichen wie technischen sowie einer dramaturgisch gewollten Interaktion – der „szenischen Interaktion“. Dies führte zu zahlreichen, ganzheitlichen Neuentwicklungen (1988 Teletexterweiterungen für App-gleiche personalisierte Mitmachfunktionen wie Quiz, Warenkorb, Abrechnungssysteme – synchron zum TV-Bild) mit kreativen Denkansätzen für die Medien (Crossmedia-Inszenierungen). Er erhielt für seine Produktionen nationale und internationale Auszeichnungen.

## Leben
Zunächst absolvierte W. Konrad erfolgreich ein Musikstudium an der Musikakademie in Lübeck. Von 1960 bis 1966 studierte er Musik an der Hochschule für Musik in Köln in der Meisterklasse für Violine von Max Rostal. Er gründete während der Kölner Zeit das Hochschulstreichquartett (Wolfgang Konrad, Primoz Novsak, Volker David Kirchner, Susanne Basler) und konzertierte im In- und Ausland. 
Wolfgang Konrad machte sich mit Uraufführungen neuer Musik verdient (Kammermusik von Bernd Alois Zimmermann, mit Hans Ulrich Humpert und Karlheinz Stockhausen) und erhielt zahlreiche Auszeichnungen (Auszeichnung der Hochschule für Musik in Bronze, Kammermusikpreise). Später erhielt er Anstellungen als Konzertmeister am Staatstheater in Braunschweig, gab weiter Konzerte als Solist und war dann 1. Violinist bei den Bamberger Symphonikern.
Viele Film- und Tonproduktionen (The Beauty and the Beast, Ben Hur, OPUS (mit den Nürnberger Symphonikern und Dirigenten Elmar Bernstein, Korngold etc.), mit den Bamberger Symphonikern (Mozart-Sinfonien – hier die letzte Einspielung von Schmidt-Isserstedt u. a.) sind seit 1974 unter seiner künstlerischen wie technischen Leitung entstanden.
Seit 1962 beschäftigte er sich bereits mit interaktiver Kommunikation (inhaltlich wie technisch), der Visualisierung von Musik (Ton- und Film/Videoproduktionen) und entwickelte verschiedene inhaltliche, technische Lösungskonzepte für interaktive Musik- und Videoproduktionen für LaserDisc, Fernsehen (OPUS-Konzept – Mendelssohn-Ouvertüre). Zeitgleich war er Gasthörer in Köln an der Universität 1964. 1978 folgte ein kurzes Selbststudium im Bereich der Informatik (München). 
Die Auseinandersetzung mit interaktiver Kommunikation und seinen übergreifenden Kenntnissen (von Hard-/Software wie als Medienproduzent) machte ihn zu einem Pionier im Bereich der Medieninteraktivität mit einer Vielzahl von neuen interaktiven Konzepten für one-to-many wie für many-to-many-Dialoge.
Bereits 1988 nutze er erstmals die Möglichkeiten des Teletextes, den Inhalt einer Szene mit einer PC-gleichen und personalisierten Interaktion im TV zu verbinden. 1995 entstanden erste Konzepte sowie eine CD-ROM-Produktion mit einer Layer-Technik und den Funktionen für eine sich selbstcuttende Story, die die heutige Basis für eine neue iTV-PlayOut-Center- und Medienmixer-Technik bilden. In dieser Zeit installierte er zahlreiche erfolgreiche iTV-Projekte und neue Denkmodelle für das interaktive Fernsehen mit OpenTV, Windows, MHP, Web usw. Die iTV-Sendungen wie die SKL-Show, Wer war das? und 1,2 oder 3 erreichten ein Millionenpublikum bei RTL, ARD, ZDF, SF, ORF, Sat1 und wurden u. a. von Personen wie Günther Jauch, Thomas Gottschalk und Axel Bulthaupt moderiert. Seit 2003 arbeitet er an einem technologisch neuartigen RegiePlayOut-Center-System und an dem weiteren Ausbau des Crossmedia-iTVone-Projektes, für das er 1995 die Grundlagen geschaffen hatte.

## Projekte (auszugsweise)
Zahlreiche interaktive Industrieprojekte (BMW, Siemens Los Angeles „Millennium“, Japan, Expo 2005 etc.)
- 1980 Forschungsprojekt IZ – interaktives und bereits multimedial funktionierendes Bürgerinformationszentren (Testprojekte)
- 1986 Videospektakel mit Colosseum-Schallpatten, eine Multimediainszenierung mit den Nürnberger Symphonikern (Kompositionen und Arrangements von Hanns-Christoph Schuster). Die Zuschauer erlebten auf einer Dali-ähnlich gestalteten Bühne (Laser- und Videoinstallationen mit oktrophonem Orchestersound – Playback und live spielende Musiker) eine neuartige Installation.
- 1990 Veröffentlichung OPUS – Visualisierung des intellektuellen Schaffensprozess des Komponisten auf der interaktiven LaserDisc sowie weitere interaktive Games (LaserGame, LabyTrap, Herpa 3000, Match, Brain, Star…)
- 1994 erste HDTV-Produktionen (Klaviertrio Ludwig v. Beethoven)
- 1995 Mitgründer der DVD Arbeitsgemeinschaft EU (Leitung Motor-Sport-Verlag, Stuttgart)
- 1995–1999 Berater für das interaktive Fernsehen beim Axel-Springer-Verlag
- 2004 Test des Playout-Centers bei Bibel TV in Zusammenarbeit mit der Telekom
- 2005 Präsentation neuer Erlösmodelle bei Telekom-Veranstaltung (Mehrwertforum t-com) in Bonn
- 2006–2007 erster Versuch mit Kabel-Investoren für den selbständigen Sendebetrieb
- 2009 Forschung und Entwicklung in Ilmenau (IDMT, Prof. Brandenburg, Blankom etc.): Gründung der iTVone Crossmedia Solution
- 2010–2011 Start der Vorbereitung in Thüringen für eine crossmediale TV/WEB-Produktion mit der Saxonia Entertainment – ein Pionierprojekt für das interaktive Fernsehen (Esmeralda*s rätselhafte Geschichten), das als Demo im Herbst 2012fertiggestellt wurde.
- seit 2012 weitere Projektideenentwicklungen wie das Musikportal SKlanG, crossmediale Projekte wie „Die größte Probefahrt der Welt“ für Audi (Konzeptphase) und interkontinentale Oper „Alceste“ (Konzeptphase) sowie neue Werbeformen zur Messbarkeit der Werbe-Effizienz auf Basis der iTVone-Technologie

## Auszeichnungen
- 1963: Kammermusikpreis der Hochschule für Musik in Köln (Bronze)
- 1965: Kammermusikpreis der BRD für Streichquartett (Wolfgang Konrad, Primoz Novsak, Volker Kirchner, Susanne Basler)
- 1992: Filmpreis ITVA-Pyramide in Gold für die interaktive Musik-Videoproduktion OPUS
- 1993: Grammy (Ton) für die Neueinspielung „The Beauty and the Beast“ (mit Colosseum-Schallplatten, Nürnberger Symphoniker)
- 1999: Horizont-Preis für interaktive SKL-Show-Konzepte (Ausstrahlung bei RTL mit Günther Jauch)